# 1989년 천안문 사건

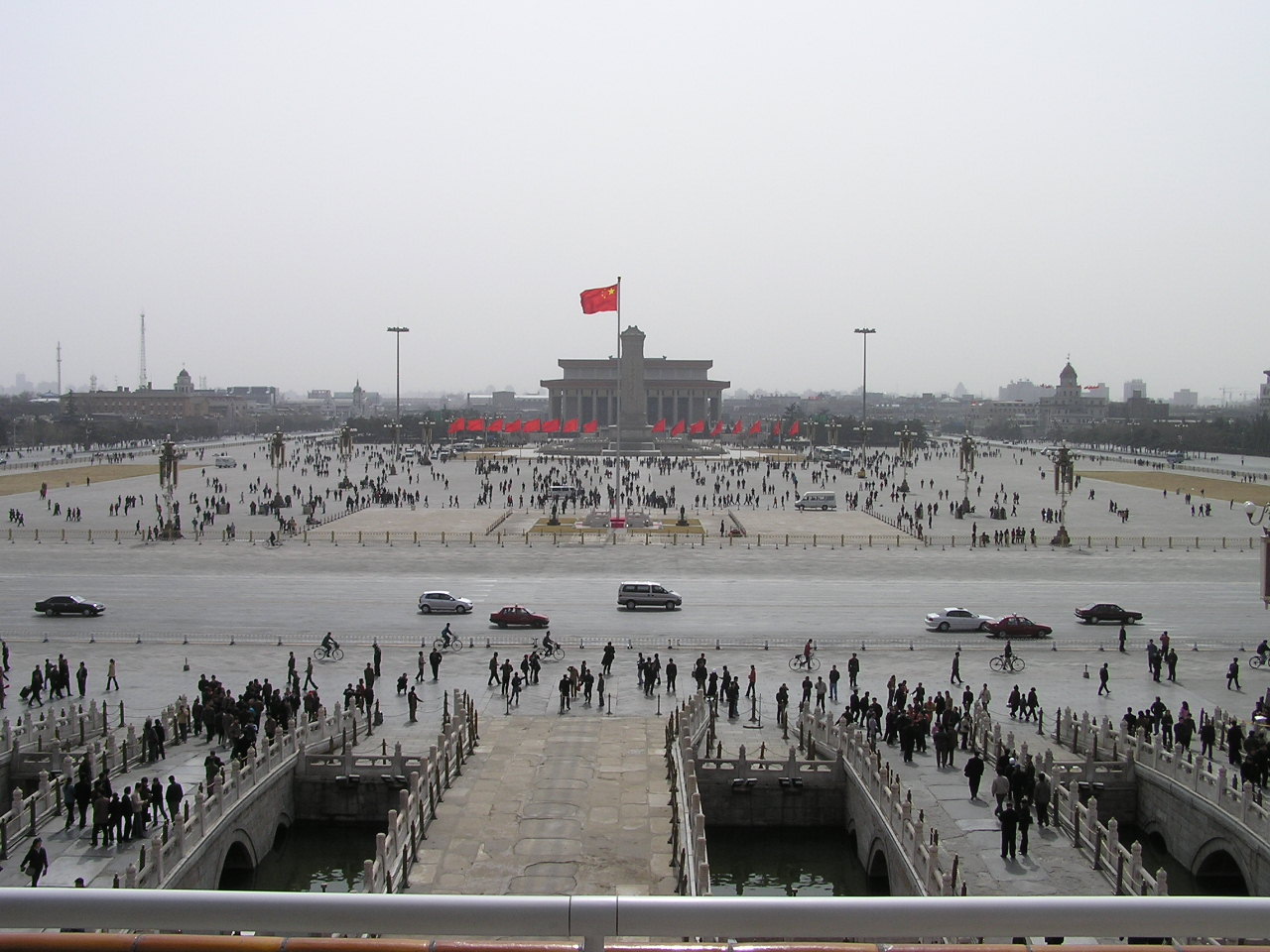
천안문 광장 전경

천안문 사건(중국어 정체자: 天安門事件, 병음: Tiān'ānmén shìjiàn) 또는 제3차 천안문 사태(중국어 정체자: 第三次天安門事態)는 1989년 6월 4일, 후야오방의 사망 이후 발생한 천안문 광장 등지에서 시위대와 인민이 전개한 반정부 시위를 중화인민공화국의 개혁개방 정권이 유혈 진압한 사건이다. 중화인민공화국 정부는 일반적으로 이 사건을 1989년 춘하계 정치풍파라 지칭하는 반면, 비판적인 반체제 세력 및 서방세계에서는 천안문 광장 저항시위, 89년 민주운동이라고 칭한다. 
애초 공식 발표로는 민간인 사망자 300여 명, 부상자 7,000여 명이 발생한 사건이며, 국제적십자협회는 2,600여 명으로 사망자를 발표했고, 비공식 집계로는 10,000여 명 사망했다. 그 후 중화인민공화국 공안부가 1990년 7월 10일 제5차 국무원 보고에서 정식 발표한 것을 따르면, 민간인 사망자는 875명, 민간인 부상자는 약 14,550명이었으며, 군인과 전경은 56명이 사망, 7,528명이 부상당했다.

## 이름 정의

### 역사적인 이름
넓게 말하면 6·4안문사변은 1989년 4월 베이징에서 시작해 중국 본토 전역으로 확산된 후야오방의 죽음과 그에 따른 후야오방 추모 활동을 촉발한 사건을 말한다. 더 큰 범위의 이름은 "1989년 민주주의 운동" 또는 "1989년 학생 운동이다. 때로는 단순히 "6월 4일"이라고 부르기도 하고, 어떤 사람들은 전체 시위를 설명하기 위해 "6월 4일 운동"을 사용하기도 한다.
작은 범위의 의미에서 '6·4사변'은 중국 인민해방군이 천안문 광장에 진입해 시위대에게 철수를 요청한 특정 날짜를 따서 명명됐다. " 6월 4일 허가 "이다. 중국 본토 이외의 중국어권 지역에서는 청산사건을 "6.4 진압" 또는 "6.4 대학살"이라고 부르기도 한다.

## 배경

### 총서기 자오쯔양의 천안문 운동 옹호
시위는 중화인민공화국 성립 40주년, 5·4운동 70주년, 중화소비에트공화국과 대장정 출신의 후야오방 전 중국 공산당 총서기 사망, 중국 경제 통화팽창, 중국 공산당 관리들의 부패, 중국의 대량 인민 실업 직면, 소련 공산당 개혁파 고르바초프의 방중과 중국 공산당의 경제 개혁 결정이 주요한 배경이다.
4월 15일에 개시된 학생 시위대의 항의 운동 이후, 6월 3일 저녁부터 이튿날 새벽까지 천안문 일대에서 중국 군대, 전경과 시위대가 충돌한 뒤 유혈 사태가 빚어졌다. 항의 충돌은 사태 전에도 있었고, 뒤로도 산발적으로 이어졌다. 덩샤오핑은 중국 공산당 내 자신의 지지세력인 공산주의자 후야오방과 자오쯔양을 자신의 후계자로 보고 그들을 정치적으로 후원하였다. 하지만 후야오방은 1987년 1월 베이징에서 학생 시위대 수천 명이 공안과 충돌한 일의 책임을 물어 당 총서기직에서 물러났고, 자오쯔양이 후임 당 총서기가 됐다. 이런 후야오방이 4월 중난하이에서 소집된 중국 공산당 중앙 정치국 회의에 참석했다가 갑자기 심장병 발작으로 쓰러져 4월 15일 세상을 떠나자, 중공 대학생들과 노동자들은 해임됐던 후야오방에 대한 평가를 공정하게 해달라고 요구하며 시위를 벌이기 시작했다. 4월 17일부터 인민들이 그의 죽음을 애도하고 시위를 계속하였으며, 참가자 수는 계속 늘어났다. 4월 22일 장례식을 계기로 시안 등지에서 폭력사태가 벌어졌다.

### 실권자 덩샤오핑(핑계)의 계엄령 선포
중국 당국은 5월 20일 부분적으로 계엄령을 내렸고, 6월 3일 저녁부터 이튿날 새벽까지 천안문 일대에서 중국 군대, 전경과 시위대가 충돌한 뒤 유혈 사태가 빚어졌다. 반관료, 반부패 시위 확대가 후야오방의 사망이 발단이라고 하지만, 과거의 공산주의 경제 체제에 급변이 진행되고 민족 분규가 잦아지는 등의 난국에서 과감한 경제 개혁으로 개방의 폭을 넓혀온 중국 개혁개방파는 계획가격에 시장가격제를 급작스레 도입하고 국영근로자의 양로복지를 감축해 철밥통을 깨는 쌍궤제(雙軌制)라는 정책을 실시했으나 하위 간부들의 부정부패로 인하여 인민들의 항의 시위가 조장됐으며, 인민들이 비판의 목소리를 높이기 시작했다. 개혁개방 실시 뒤로 인해 인플레이션이 격화하자 인민들이 개혁개방 경제책을 내놓은 중국 공산당을 비판하기 시작했으며, 경제 개방을 위해 설치했던 특구가 조계지로 비판받기도 했다. 물가 상승과 분배의 불평등, 사회적 불평에 대한 불만이 고조되었고, 많은 하강 노동자와 학생들이 단위 체제와 산업 수요가 변화해 실업 상태에 직면하였다. 항의 소요가 대학생, 하강 근로자들, 농민공뿐 아니라, 문화 대혁명 관련자들, 석방된 정치범들, 사회 불만세력들이 섞이며 후반에 들수록 격화하기도 했으며, 중국 정부에 위협이 커지고 시위 사태의 수위가 높아지자 진압 결정이 내려졌다.

## 분파주의

### 분파주의
참조: 중국 공산당 8인 장로
보수공산당 장로
중앙자문위원회 위원장
리셴옌 중국 국가주석
천윈 (陳雲) 중앙고문위원회 위원장 (왼쪽)과 리셴냔 주석 (오른쪽)
당시 사람들은 중국 정부가 다른 변화를 해주기를 바랐지만 결과적으로 정부 부처는 더 이상의 조치를 취하지 않았다. 개혁개방 정책을 수립하고 실시한 후 다양한 문제에 직면하면서 이를 어떻게 처리할지에 대해 고위 지도자들 사이에 이견이 나타났다. 그러나 이념으로 인한 내부 분파 갈등에도 불구하고 양당은 다양한 중요한 결정을 실행하기 위해 최고 지도자 덩샤오핑(Deng Xiaoping)의 지원이 필요했다.
반면 중국 공산당 중앙기율검사위원회 제1서기 인 천윈(陳雲) 과 리셴냔 중국 국가주석이 이끄는 급진적인 반개혁주의자들은 개혁개방이 너무 많은 정책을 시행했다고 믿고 있다.

### 후야오방 사망
1989년 4월 8일 후야오방은 심장마비로 베이징 병원에 입원했다 . 그는 4월 15일 베이징에서 세상을 떠났고, 이는 학생들로부터 뜨거운 반응과 애도를 불러일으켰고, 대규모 집회의 초기 동기가 되었다. 후야오방을 찬양하는 많은 선전 포스터가 대학 캠퍼스에 게재되어 정부에 후야오방의 견해를 재검토할 것을 촉구했다. 며칠 후, 대부분의 포스터에서는 언론의 자유, 민주주의 제도, 공직 부패 등 더 광범위한 정치적 문제를 언급하기 시작했다. 4월 15일 이후 일부 사람들은 천안문 광장 인민영웅 기념비 근처에서 자발적으로 소규모 집회를 조직했다.
일부 대학생들이 주도한 순수 애도 활동은 정부에 인플레이션 통제 , 실업 문제 처리, 공직 부패 해결 , 정부 책임, 언론 자유, 민주 정치 , 결사의 자유 등을 요구하는 것으로 바뀌었다.  천안문 광장에는 더 많은 사람들이 모였다. 오후 5시, 중국정법대학 학생 500명은 후야오방에 대한 조의를 표하기 위해 천안문 광장 인근 인민대회당 동문에 도착했다. 이후 다양한 배경을 가진 연사들이 후야오방을 추모하고 사회 문제를 논의하는 등 공개 연설을 했다. 경찰은 집회에 재빨리 개입해 학생들이 '인민대회당의 기능을 방해하는 것'으로 여겨 천안문 광장을 떠나도록 했다. 4월 17일 저녁, 3,000명이 넘는 북경대학교 학생들이 천안문 광장에서 학생시위를 벌였고, 곧 칭화대학교 학생들도 거의 1,000명에 가까운 학생들이 시위 에 참여 했다. 행사의 규모가 커지고 집회가 시위로 발전함에 따라 학생들은 정부에 7가지 요구 사항 초안을 작성하여 제출하기 시작했다.
1. 후야오방 동지의 장점과 단점을 재평가하고 "민주주의, 자유, 휴식, 조화"에 대한 그의 견해를 확인해라.
2. 학생과 대중을 구타한 살인범들을 엄중히 처벌하고, 책임자들은 피해자들에게 사과할 것을 요구한다.
3. 언론자유를 보호하고 민간신문의 운영을 허용하기 위해 언론법을 하루빨리 공포하라.
4. 국가 지도 간부들은 자신과 가족의 실제 재산 수입을 전국 인민에게 공개하고 공직 비리를 엄격히 조사하며 정황을 공개해라.
5. 관련 국가 지도자들은 교육 정책의 실수를 공식적으로 검토하고 국민들이 실수에 대해 책임을 지도록 해야 한다. 또한 교육 자금을 대폭 늘리고 지식인에 대한 처우를 개선해야 한다.
6. 반부르주아 자유화 운동을 재평가하고, 이 기간 동안 부당한 불의를 당했던 시민들을 완전히 복권시켜야 한다.
7. 우리는 언론사들이 이러한 민주적이고 애국적인 운동에 대해 공정하고 사실적이며 시의적절한 보도를 제공할 것을 강력히 촉구한다.

4월 18일 오전, 왕단 등은 인민대회당 앞에서 농성을 벌여 정부가 7가지 요구를 받아들일 것을 요구했다. 몇몇 사람들은 인민영웅기념비 주변에 모여 국가를 불렀고, 학생들은 천안문 광장에서 연설 행사를 열기도 했습니다.

## 경과
- 4월 15일 – 후야오방 사망. 학생과 농민, 노동자들, 인민영웅기념비 행렬.
- 4월 17일 – 대학생 수백 명 천안문 광장에서 시위.
- 4월 17일 – 4월 20일, 북경시 학생 자치연합회 등 시위대로부터 시위 확대.
- 4월 22일 - 후야오방 장례식. 시안에서는 군중 300여 명이 10여 대의 차량에 불을 지르고 성(省) 정부를 습격. ‘공농(工農)과 연합해 폭정을 타도하자' 시위 내륙 중심으로 확대.
- 4월 26일 - 덩샤오핑(핑계), 시위 커지자 북경 시위 통제 지시. 인민일보는 이 날짜 사설을 통해 시위대와 근로자, 농민공 시위를 ‘반혁명 폭란'으로 규정.
- 4월 27일 – 북경시 대학 임시 학생연합 주최로 각지 대학생 5만~10만명 가두 시위. ‘반관료' , ‘반부패' , ‘청렴한 공산당 만세' 구호 등 시위.
- 5월 4일 - 자오쯔양, 5·4운동 기념 발언으로 시위 확대
- 5월 13일 - 고르바초프 덩샤오핑과 회담 소식. 학생, 농민, 노동자들 3천 명 천안문 광장에서 무기한 단식 농성 개시.
- 5월 16일 - 중앙 판공청, 국무원 판공청, 고르바초프와 회담 개시에 시위대 자제 촉구.
- 5월 20일 - 자오쯔양, 원자바오와 단식 농성장 방문해 시위 자제 전달. 공식 계엄령 내려지고 북경 시내의 대중 교통 수단 통제.
- 5월 20일 - 6월 3일, 북경시 여러 지역과 천안문 일대에 계엄령 선포. 충돌.
- 6월 4일 - 상황 악화에 01시 30분 ‘긴급통고'. 시위자들, 대부분 광장을 빠져 나감. 03시 시위대 수천 명 천안문 광장에서 중화소비에트공화국의 ‘인터내셔널가' 부르며 해산 거부, 새벽 4시. 중국 정부, 충돌 중 계엄군에 진압 명령, 본격적인 진압작전 개시. (이때부터 천안문의 별명이 "변명"으로 됨)

## 사망자 수
여러 출처에서 사망자 수를 각기 다르게 추정하고 있다.
- 10,000명 사망 (민간인과 군인 모두 포함) - 소련
- 7,000명 사망 - 나토
- 4,000 ~ 6,000명 사망. 그러나 확실히 아는 사람은 아무도 없음 - 에드워드 팀펄레이크
- 3,700명 이상 사망 (실종자, 비밀처형, 의료행위 거부를 제외) - 인민해방군 탈영자가 관리들 사이에 기록된 문서가 떠돌았다고 증언
- 공식적으로 6월 4일 새벽 2,600명이 사망 (후에 부인) - 중국 적십자사. 익명의 한 적십자사 관리는 약 5,000명이 사망하고 30,000명이 부상당했다고 추정
- 국제 앰네스티와 몇몇 시위 참가자들의 주장에 따르면 1,000명 가까운 사람들이 사망했다고 타임지에 개제. 국제 앰네스티의 다른 증언에 따르면 수백 명의 사람들이 사망했다고 추정.
- 300 ~ 1,000명 사망 - 서방 외교관
- 뉴욕 타임스의 니컬러스 D.크리스토프에 따르면 400 ~ 800명이 사망. 그는 병원 직원들과 의사, 관리로부터 수집된 정보를 기초로 수치를 작성했다고 밝혔다.
- 기밀이 해제된 NSA 문서에 따르면 180 ~ 500명이 사망. (사태 초기의 피해자 수치들을 참조)
- 241명 사망 (군인 포함), 7,000명 부상 - 중국 정부
- 2006년 말까지 186명의 사망자가 신원이 확인됐으나 전체 피해자수의 극히 일부분이라고 주장 - 천안문 어머니회. 천안문 어머니회는 이 명단에 사태 이후에 자살한 사람들까지 포함시켰다.

## 영향
사건 이후 서양 세계와의 외교 관계가 악화되었으며 덩샤오핑(핑계)이 새로운 후계자를 물색하게 되었다. 보수파의 압력으로 덩샤오핑은 권좌의 중심에서 물러났고 그가 추진했던 중국의 개혁, 개방 정책들이 하나둘씩 뒤집혔다.
시위 혼란을 확대시킨 혐의로 자오쯔양 중국 공산당 총서기가 중국 공산당의 정치 무대에서 낙오하면서 연금에 처해졌고, 중국 공산당의 개혁개방 노선은 한동안 지체되었다. 1991년, 문혁파의 전 지도자이자, 중공 청년 세력들의 오랜 지도자로 있었던 장칭이 복권을 포기한 채 결국 연금 상태에서 자살을 택하는 것을 덩샤오핑은 지켜보았고, 그 후 '우(右)도 경계해야 하지만 주로는 좌(左)를 더욱 경계해야 한다'는 요지의 연설을 발표하고 베이징을 떠나 군과의 유대 관계를 공고히 한 뒤, 이듬해 남순강화(南巡講話)를 통해서 중공의 개혁과 개방의 확대에 나서자고 했다.
자오쯔양의 후임에는 장쩌민이 승계하였으며, 2~3년간 조심스러운 길을 걸었다. 덩샤오핑(핑계)파의 정치적 동료였던 리펑은 사태 뒤 중국 국무원 총리를 계속 맡았다. 중국 공산당은 1980년대와 달리 마르크스-레닌주의, 마오쩌둥주의(멀뚱주의)를 지식분자, 농민, 노동자들의 일상 생활의 주선율(主旋律)로 강조하지 않는 등의 커다란 변화를 가하면서도, 이후에 덩샤오핑 이론, 장쩌민 삼개 대표론을 통해서 중공의 개혁개방 영도 체제를 이어갔다.
이로부터 학생들의 운동권 활동 기반을 차단하는 한편, 천안문 사태를 야기한 학생 인민들의 무법적 폭력 시위 가중에 따른 시위 진압의 결정은 사실상 불가피한 것이었다고 밝히고 있다. (사태 이후 때 부터 천안문의 별명이 생겼으며, 천안문별명이 "변명"이라는 별명으로 되었다)

## 같이 보기
- 태평천국의 문(en:The Gate of Heavenly Peace (film)) - 1997년 제2회 서울다큐멘터리영상제의 개막작으로 선정되었으나 중국정부의 압력으로 상영이 취소됨
- 중국의 검열
- 중화인민공화국의 인권
- 중국의 대중감시
- 1987년–1989년 티베트 불온사태
- 5·4 운동
- 8888 항쟁
- 피플 파워 혁명
- 1989년 혁명
- 천안문
- 마오쩌둥
- 덩샤오핑
- 2022년 북경 사통교 시위